# Юхкам, Гердо
Ге́рдо Ю́хкам (эст. Gerdo Juhkam; 19 июня 1994, Пайде) — эстонский футболист, центральный защитник клуба «Пайде».

## Биография
Воспитанник клуба «Тулевик» (Вильянди). На взрослом уровне начал играть в 2010 году за «Тулевик-2» в низших лигах Эстонии. С 2011 года играл за основной состав клуба, который в том сезоне по организационным причинам был переведён во вторую лигу, а к 2013 году поднялся в первую. Летом 2013 года футболист перешёл в таллинскую «Флору», где выходил на поле в чемпионате страны только за второй и третий составы клуба. В 2014 году был включён в заявку основной команды «Флоры» в победном матче Суперкубка Эстонии, но на поле не вышел. В Кубке Эстонии сыграл 2 матча за основу таллинского клуба.
В 2015 году вернулся в «Тулевик», вышедший к тому моменту в высшую лигу. Дебютный матч в высшей лиге сыграл 7 марта 2015 года против «Флоры». В том сезоне был основным игроком команды, выйдя на поле в 31 матчах, однако клуб занял последнее место и вылетел из высшей лиги. В начале 2016 года футболист был на просмотре в «Нымме Калью», но в итоге перешёл в «Пайде», но не смог закрепиться в составе, сыграв 4 матча за полсезона. Летом того же года вернулся в «Тулевик», с которым стал победителем первой лиги 2016 года и затем в течение пяти сезонов играл в высшей лиге. По состоянию на 2021 год был капитаном «Тулевика». В 2022 году, после того как клуб из Вильянди добровольно покинул высшую лигу, игрок перешёл в «Таммеку» (Тарту).
Выступал за молодёжную и олимпийскую сборные Эстонии. Участник Кубков Содружества 2015 и 2016 годов.